# Distrito de Sarreguemines
El distrito de Sarreguemines es un distrito (en francés arrondissement) de Francia, que se localiza en el département Mosela (en francés Moselle), de la région Lorena. Cuenta con 6 cantones y 83 comunas.
La capital de un distrito se llama subprefectura (sous-préfecture). Cuando un distrito contiene la prefectura (capital) del departamento, esa prefectura es la capital del distrito, y se comporta tanto como una prefectura como una subprefectura.

## División territorial

### Cantones
Los cantones del distrito de Sarreguemines son:
1. Bitche
2. Rohrbach-lès-Bitche
3. Sarralbe
4. Sarreguemines
5. Sarreguemines-Campagne
6. Volmunster

### Comunas
| 1. Achen (57006)                    | 2. Baerenthal (57046)               | 3. Bettviller (57074)              | 4. Bining (57083)                      |
| 5. Bitche (57089)                   | 6. Blies-Guersviller (57093)        | 7. Blies-Ébersing (57092)          | 8. Bliesbruck (57091)                  |
| 9. Bousseviller (57103)             | 10. Breidenbach (57108)             | 11. Enchenberg (57192)             | 12. Epping (57195)                     |
| 13. Erching (57196)                 | 14. Ernestviller (57197)            | 15. Etting (57201)                 | 16. Frauenberg (57234)                 |
| 17. Goetzenbruck (57250)            | 18. Gros-Réderching (57261)         | 19. Grosbliederstroff (57260)      | 20. Grundviller (57263)                |
| 21. Guebenhouse (57264)             | 22. Hambach (57289)                 | 23. Hanviller (57294)              | 24. Haspelschiedt (57301)              |
| 25. Hazembourg (57308)              | 26. Hilsprich (57325)               | 27. Holving (57330)                | 28. Hottviller (57338)                 |
| 29. Hundling (57340)                | 30. Ippling (57348)                 | 31. Kalhausen (57355)              | 32. Kappelkinger (57357)               |
| 33. Kirviller (57366)               | 34. Lambach (57376)                 | 35. Lemberg (57390)                | 36. Lengelsheim (57393)                |
| 37. Liederschiedt (57402)           | 38. Lixing-lès-Rouhling (57408)     | 39. Loupershouse (57419)           | 40. Loutzviller (57421)                |
| 41. Meisenthal (57456)              | 42. Montbronn (57477)               | 43. Mouterhouse (57489)            | 44. Nelling (57497)                    |
| 45. Neufgrange (57499)              | 46. Nousseviller-lès-Bitche (57513) | 47. Obergailbach (57517)           | 48. Ormersviller (57526)               |
| 49. Petit-Réderching (57535)        | 50. Philippsbourg (57541)           | 51. Puttelange-aux-Lacs (57556)    | 52. Rahling (57561)                    |
| 53. Reyersviller (57577)            | 54. Richeling (57581)               | 55. Rimling (57584)                | 56. Rohrbach-lès-Bitche (57589)        |
| 57. Rolbing (57590)                 | 58. Roppeviller (57594)             | 59. Rouhling (57598)               | 60. Rémelfing (57568)                  |
| 61. Rémering-lès-Puttelange (57571) | 62. Saint-Jean-Rohrbach (57615)     | 63. Saint-Louis-lès-Bitche (57619) | 64. Sarralbe (57628)                   |
| 65. Sarreguemines (57631)           | 66. Sarreinsming (57633)            | 67. Schmittviller (57636)          | 68. Schorbach (57639)                  |
| 69. Schweyen (57641)                | 70. Siersthal (57651)               | 71. Soucht (57658)                 | 72. Sturzelbronn (57661)               |
| 73. Le Val-de-Guéblange (57267)     | 74. Volmunster (57732)              | 75. Waldhouse (57738)              | 76. Walschbronn (57741)                |
| 77. Wiesviller (57745)              | 78. Willerwald (57746)              | 79. Wittring (57748)               | 80. Wœlfling-lès-Sarreguemines (57750) |
| 81. Woustviller (57752)             | 82. Zetting (57760)                 | 83. Éguelshardt (57188)            |                                        |